# Amphoe Kanchanadit

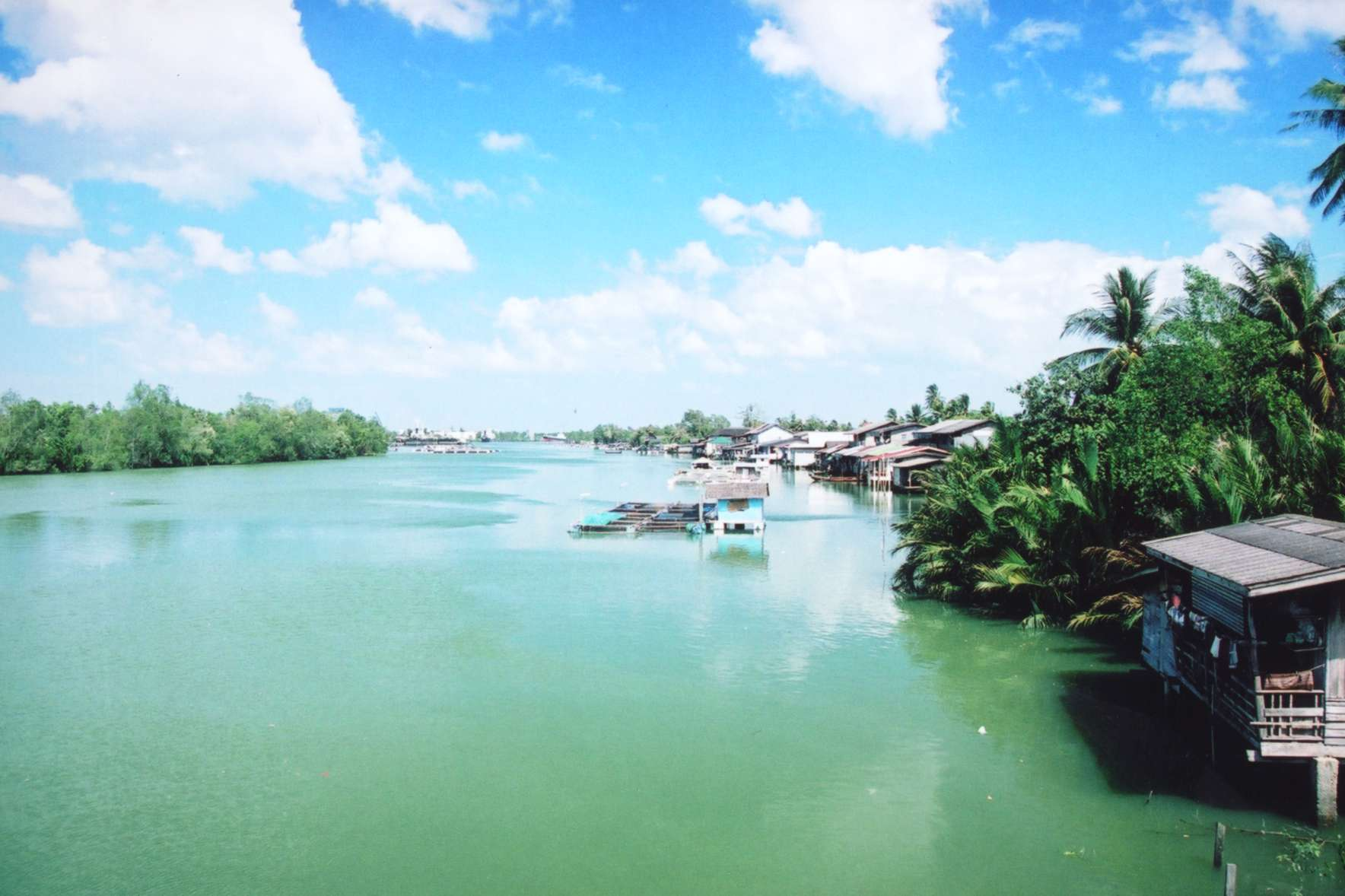
Maenam Thathong

Amphoe Kanchanadit (Thai: อำเภอ กาญจนดิษฐ์) ist ein Landkreis (Amphoe – Verwaltungs-Distrikt) im Osten der Provinz Surat Thani. Die Provinz Surat Thani liegt in der Südregion von Thailand.

## Geographie
Der Landkreis liegt im östlichen Teil der Provinz. Er erstreckt sich von der Küste der Ban Don Bucht im Golf von Thailand im Norden über das Flusstal des Maenam Tapi bis hin zur Nakhon Si Thammarat Bergkette im Westen und Süden. Hier liegt auch der Tai Rom Yen National Park, der am 31. Dezember 1991 eingerichtet wurde. Der größte Fluss des Kreises ist der Maenam Thathong (แม่น้ำท่าทอง), der nahe der Provinzhauptstadt in den Tapi mündet.
Die benachbarten Distrikte sind (von Osten im Uhrzeigersinn) Amphoe Don Sak in der Provinz Surat Thani, die beiden Amphoe Sichon und Nopphitam der Provinz Nakhon Si Thammarat, und die Amphoe Ban Na San und Mueang Surat Thani wiederum in der Provinz Surat Thani. Im Norden liegt der Golf von Thailand.

## Verkehr
Die Haupt-Verbindungsstraßen des Kreises sind:
- die „Nationalstraße 401“ (ทางหลวงแผ่นดินหมายเลข ๔๐๑) – sie verbindet die Provinz Phang Nga mit der Provinz Nakhon Si Thammarat,
- die „Nationalstraße 44“ (ทางหลวงแผ่นดินหมายเลข ๔๔) – sie verläuft von der Kreuzung mit der „Route 401“ in Surat Thani nach Südwesten quer über die Malaiische Halbinsel bis zur Provinz Krabi.

## Geschichte
Ursprünglich hieß die Stadt Thathong (ท่าทอง) und lag am Khlong Thathong Mai (คลองท่าทองใหม่ – zu jener Zeit hieß er noch Khlong Tha Phechon – คลองท่าเพชร). Da die Stadt stark mit Malaria verseucht war, wurde sie zur Regierungszeit von König Phra Nang Klao (Rama III.) an die heutige Stelle verlegt und in Kanchanadit umbenannt. Es war eine Provinzstadt (Mueang) unter der Kontrolle des Königreiches von Nakhon Si Thammarat. Im Jahre 1899 wurde die Stadt mit Chaiya zusammengefasst und wurde so zu einem Amphoe.

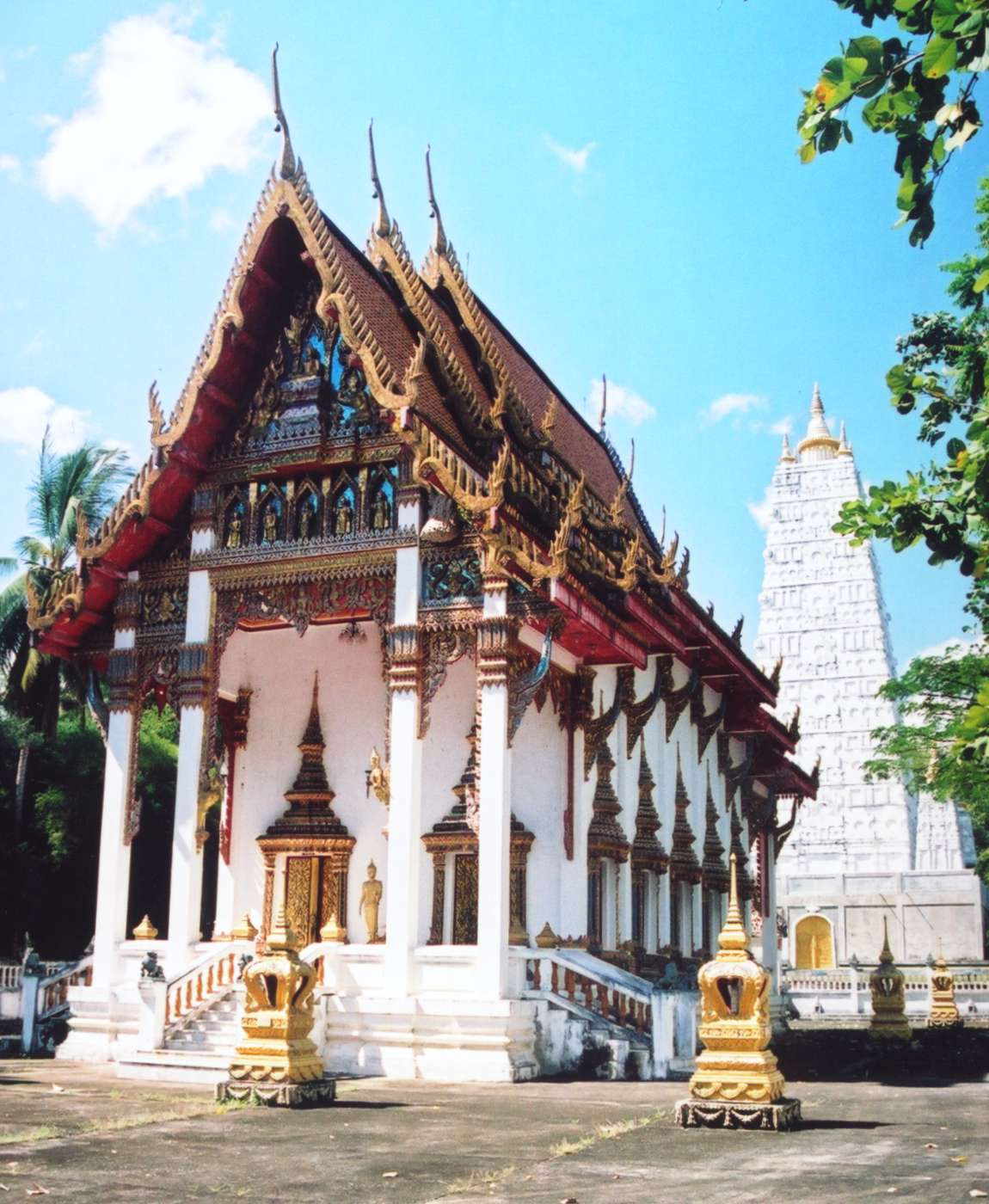
Wat Pha Na Tuayang

## Sehenswürdigkeiten
- Trainingscenter für Affen – Sieben Kilometer östlich der Provinzhauptstadt Surat Thani liegt eine Schule für Makaken, die drei Monate lang für die Ernte von Kokosnüssen trainiert werden. Diese Schule wurde 1957 von Somporn Saekow (1940 – 20. August 2002, Thai สมพร แซ่โค้ว) auf Anraten seines buddhistischen Lehrers Buddhadasa Bhikkhu eingerichtet. Da es in Thailand illegal ist, wilde Affen zu fangen und abzurichten, brachten viele Farmer Affen aus ihrer eigenen Züchtung in diese Schule, um sie hier ausbilden zu lassen. Die Schule wurde im Laufe der Jahre in ganz Thailand so berühmt, dass Somporn 1963 mit seinem Lieblingsaffen Khai Nui bei den „National Games“ die Flagge der Provinz tragen durfte. Somporn verstarb 2002 an einem Herzschlag, seine Schule wird jedoch von seiner Familie weiter geführt.

## Verwaltung

### Provinzverwaltung

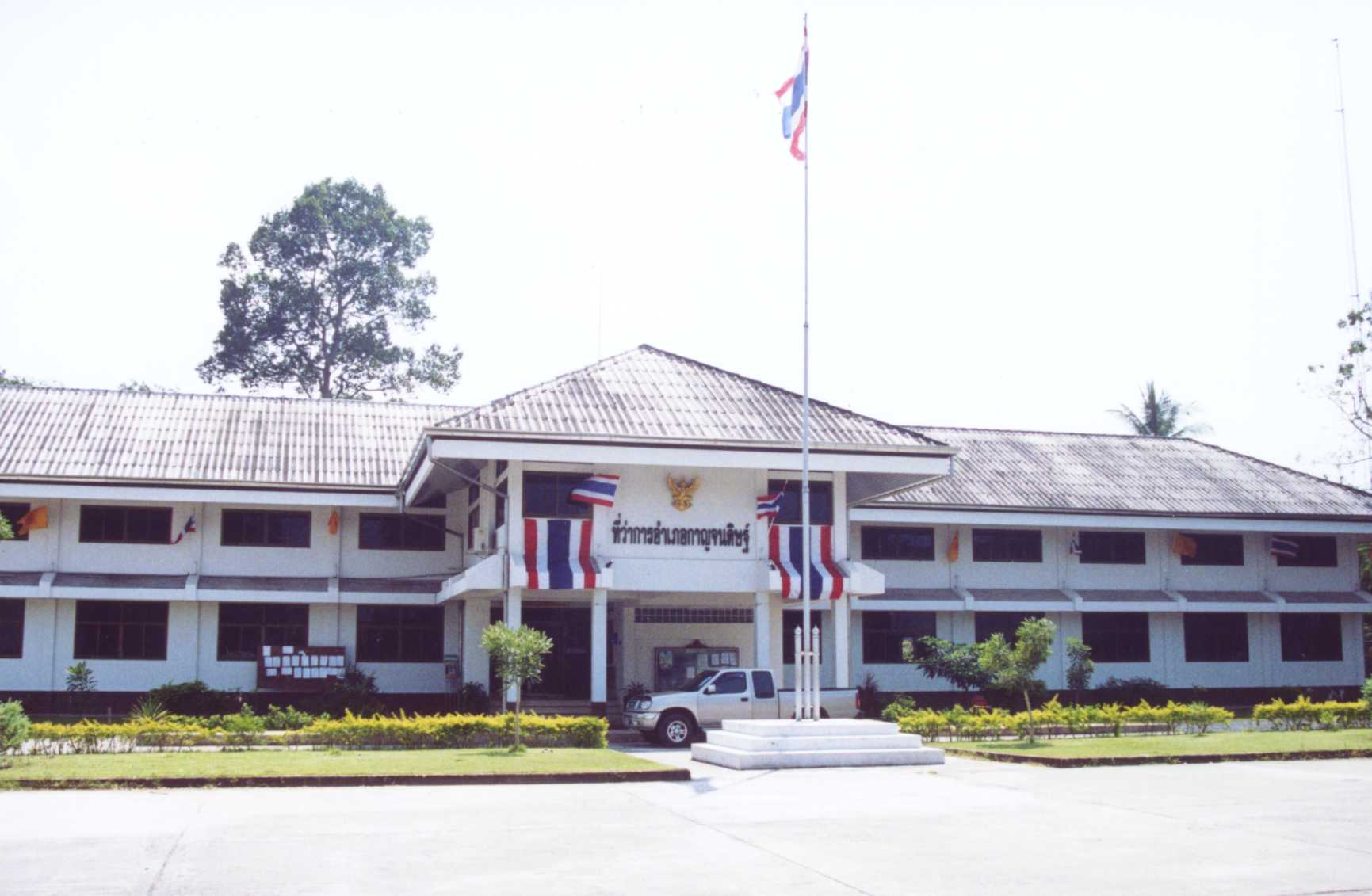
Distriktverwaltung von Kanchanadit

Amphoe Kanchanadit ist in 13 Gemeinden (Tambon) eingeteilt, welche weiterhin in 117 Dörfer (Muban) unterteilt sind.
| \| Nr. \| Name \| Thai \| Muban \| Einw.[1] \| \| --- \| ------------- \| --------- \| ----- \| -------- \| \| 01. \| Tha Thong Mai \| ท่าทองใหม่ \| 05 \| 11.061 \| \| 02. \| Tha Thong \| ท่าทอง \| 09 \| 05.635 \| \| 03. \| Kadae \| กะแดะ \| 09 \| 09.432 \| \| 04. \| Thung Kong \| ทุ่งกง \| 05 \| 05.017 \| \| 05. \| Krut \| กรูด \| 10 \| 09.531 \| \| 06. \| Chang Sai \| ช้างซ้าย \| 12 \| 10.600 \| \| 07. \| Phlai Wat \| พลายวาส \| 09 \| 06.675 \| \| 08. \| Pa Ron \| ป่าร่อน \| 09 \| 07.434 \| \| 09. \| Takian Thong \| ตะเคียนทอง \| 07 \| 06.311 \| \| 10. \| Chang Khwa \| ช้างขวา \| 14 \| 09.968 \| \| 11. \| Tha U-thae \| ท่าอุแท \| 13 \| 10.351 \| \| 12. \| Thung Rang \| ทุ่งรัง \| 05 \| 04.066 \| \| 13. \| Khlong Sa \| คลองสระ \| 10 \| 06.098 \| |               |           |       |        |
| Nr. | Name          | Thai      | Muban | Einw.  |
| 01. | Tha Thong Mai | ท่าทองใหม่  | 05    | 11.061 |
| 02. | Tha Thong     | ท่าทอง     | 09    | 05.635 |
| 03. | Kadae         | กะแดะ     | 09    | 09.432 |
| 04. | Thung Kong    | ทุ่งกง      | 05    | 05.017 |
| 05. | Krut          | กรูด       | 10    | 09.531 |
| 06. | Chang Sai     | ช้างซ้าย    | 12    | 10.600 |
| 07. | Phlai Wat     | พลายวาส   | 09    | 06.675 |
| 08. | Pa Ron        | ป่าร่อน     | 09    | 07.434 |
| 09. | Takian Thong  | ตะเคียนทอง | 07    | 06.311 |
| 10. | Chang Khwa    | ช้างขวา    | 14    | 09.968 |
| 11. | Tha U-thae    | ท่าอุแท     | 13    | 10.351 |
| 12. | Thung Rang    | ทุ่งรัง      | 05    | 04.066 |
| 13. | Khlong Sa     | คลองสระ   | 10    | 06.098 |

### Lokalverwaltung
Es gibt fünf Kleinstädte (Thesaban Tambon) im Landkreis:
- Kanchanadit (เทศบาลตำบลกาญจนดิษฐ์) besteht aus dem gesamten Tambon Ka Dae,
- Tha Thong Mai (เทศบาลตำบลท่าทองใหม่) besteht aus Teilen des Tambon Tha Thong Mai,
- Chang Sai (เทศบาลตำบลช้างซ้าย) besteht aus dem gesamten Tambon Chang Sai,
- Chang Khwa (เทศบาลตำบลช้างขวา) besteht aus dem gesamten Tambon Chang Khwa,
- Krut (เทศบาลตำบลกรูด) besteht aus dem gesamten Tambon Krut.

Außerdem gibt es neun „Tambon-Verwaltungsorganisationen“ (องค์การบริหารส่วนตำบล – Tambon Administrative Organizations, TAO) für die Tambon oder die Teile von Tambon im Landkreis, die zu keiner Stadt gehören.